# Múscul elevador de l'escàpula
El múscul elevador de l'escàpula (musculus levator scapulae) o múscul angular de l'omòplat, és un múscul que es troba a la part inferior del clatell; és parell i té forma triangular. En el seu origen, se situa a més profunditat que l'esternoclidomastoidal; en la seva part mitjana, se situa més al fons o al costat de l'espleni del cap, i en la seva part inferior se situa en un nivell més profund que el trapezi.
S'origina en els tubercles dorsals de les apòfisis transverses de les quatre (o cinc) primeres vèrtebres cervicals (C1-C4). El múscul s'insereix en l'angle superior i la vora medial adjacent de l'escàpula. El trajecte de les seves fibres és oblic, cap avall i cap a fora. La part superior de l'angular de l'omòplat està coberta per una part de l'esternoclidomastoidal i la part inferior, pel trapezi. Està limitada pel davant, per l'escalè mitjà i, per darrere, per l'espleni del coll. El nervi accessori espinal travessa lateralment la part mitjana del múscul i el nervi escapular dorsal pot passar a més profunditat, o passa al seu través.
La innervació de l'angular de l'omòplat està donada per una branca col·lateral del plexe braquial i una de les branques profundes del plexe cervical.
És elevador i adductor de l'omòplat, i inclina la columna vertebral. L'amplitud del moviment d'elevació de l'omòplat és de 10 cm i aquest múscul és el responsable d'elevar-lo uns 5 cm. Quan es fixa la columna, l'angular de l'omòplat eleva l'omòplat i gira l'angle inferior medial. Quan l'espatlla està fixa, gira i flexiona la columna cervical lateralment.

## Imatges

Posició del múscul elevador de l'escàpula. Animació
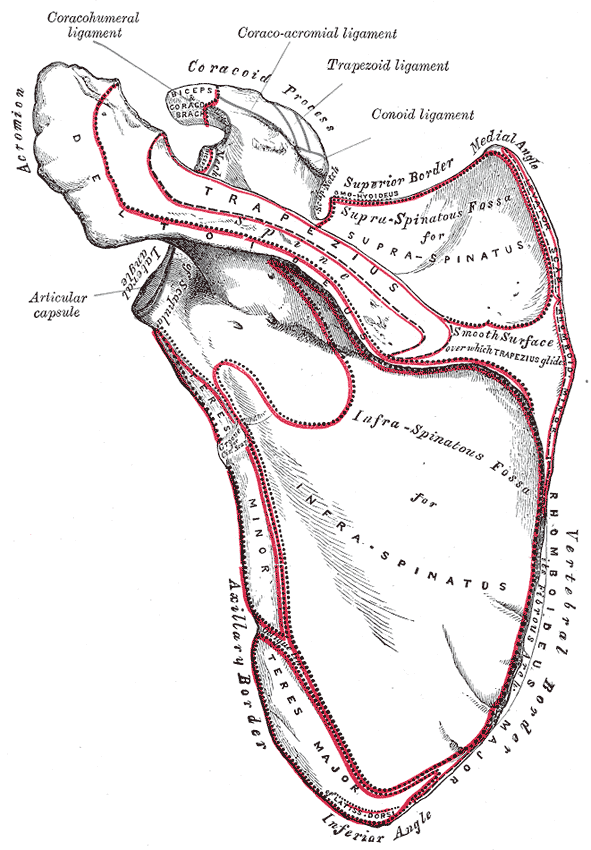
Escàpula esquerra. Superfície dorsal
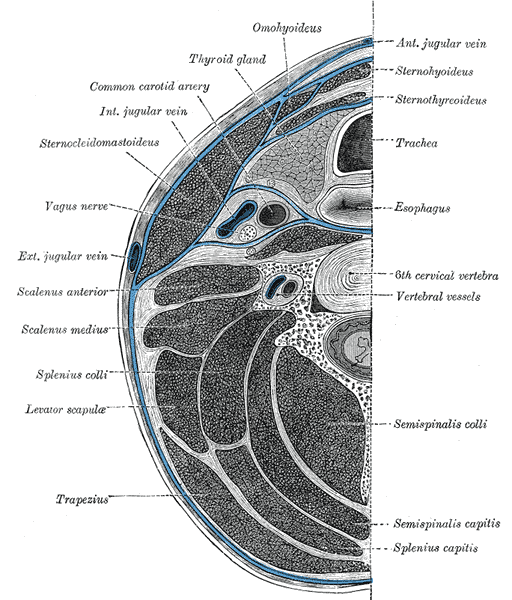
Secció del coll a nivell de la cervical C6
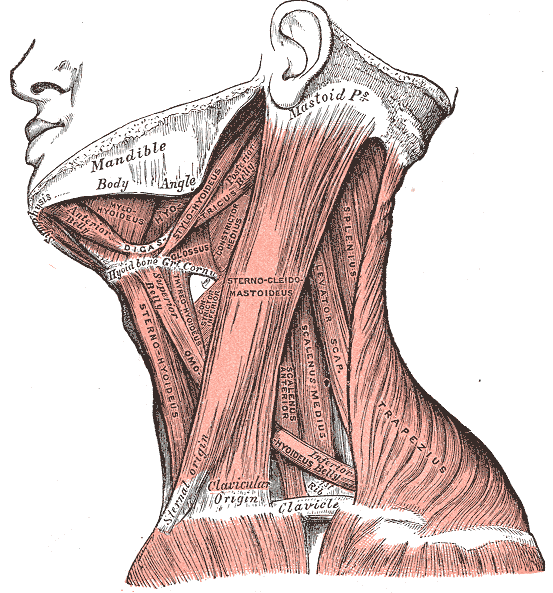
Músculs del coll. Vista lateral
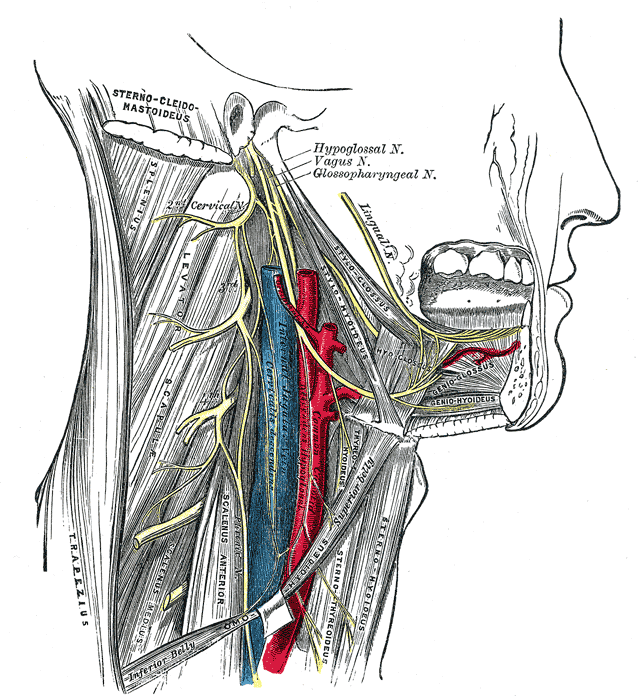
Nervi hipoglòs, plexe cervical i les seves branques
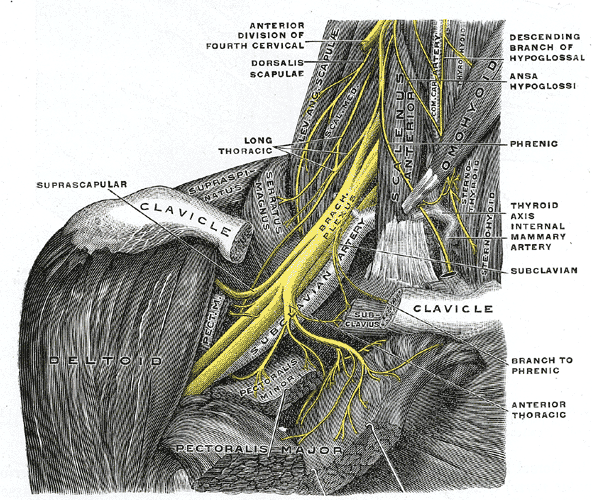
El plexe braquial dret amb les seves branques curtes (vista anterior)
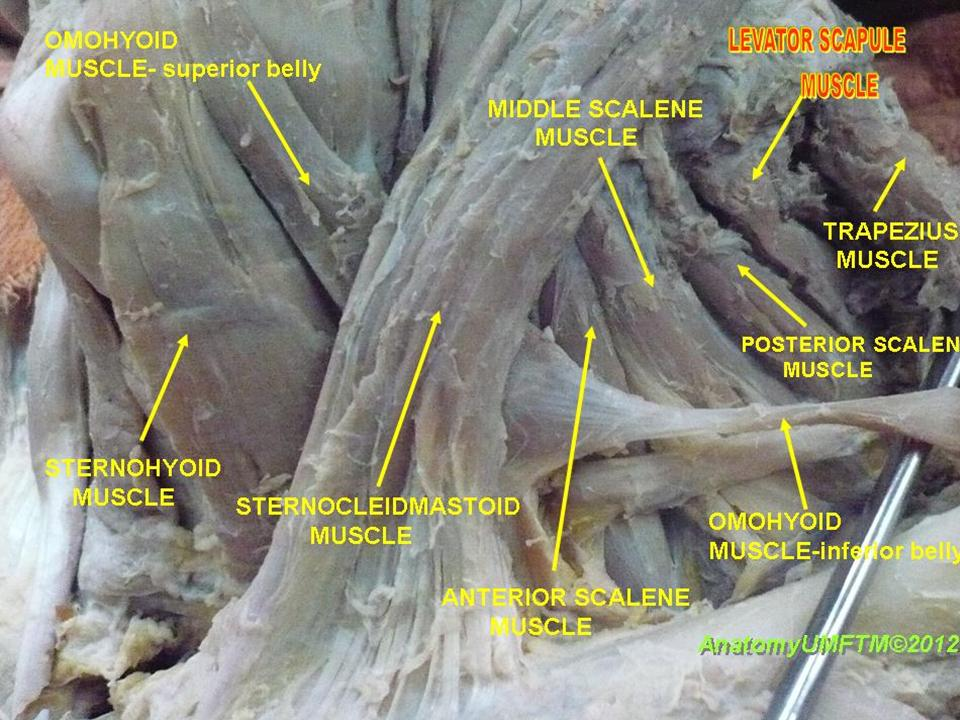
Múscul angular de l'omòplat (levator scapulae)
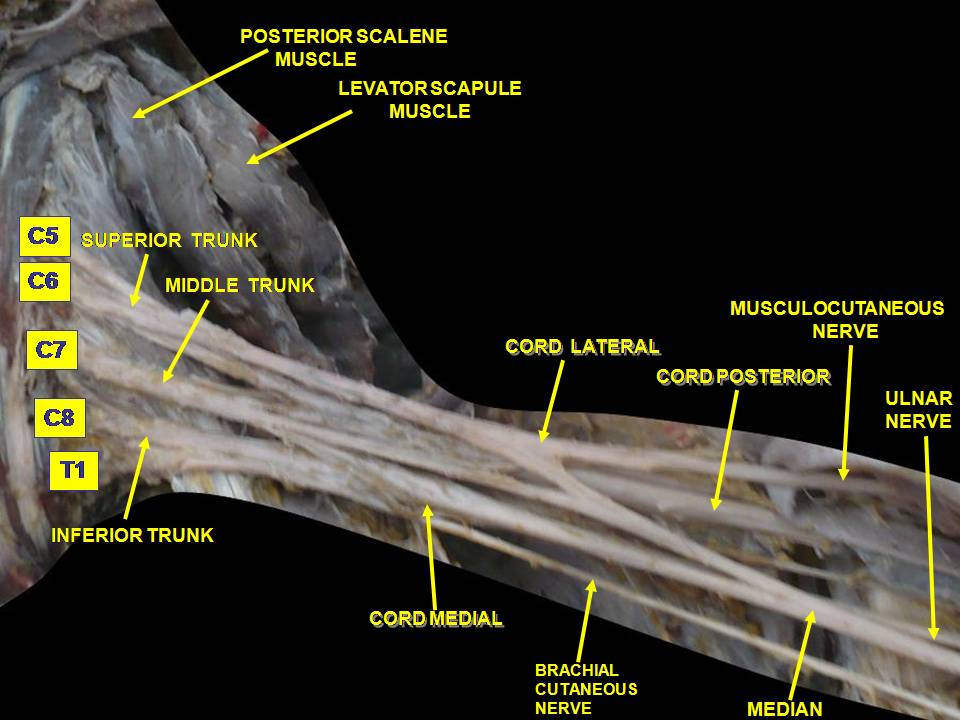
Plexe braquial. Dissecció profunda (vista anterolateral)